# Кіт Керрадайн
Кіт Керрадайн (англ. Keith Carradine; нар. 8 серпня 1949) — американський актор.

## Біографія
Кіт Керрадайн народився 8 серпня 1949 року в Сан-Матео, штат Каліфорнія.
Батько актор Джон Керрадайн, мати акторка Соня Сорел. Кіт має двох рідних братів — Крістофера і Роберта, та двох братів по батьківській лінії — Брюса і Девіда, і брата по материнській лінії — Майкла Боуена. Відомий біохімік Макс Геніус — прадід Кіта по материнській лінії, а його прабабуся — сестра філолога та історика Йохана Людвіга Гейберга. Бабуся по батьківській лінії, Женев'єва Вініфред Річмонд, була однією з перших жінок нейрохірургів у Північній Америці.
Навчався в Університеті штату Колорадо, потім був актором у театрі, брав участь у знаменитому мюзиклі «Волосся» на Бродвеї. У 1971 році зіграв роль у фільмі Роберта Альтмана «Маккейб і місіс Міллер». Здобув премії «Оскар» і «Золотий глобус» за найкращу пісню до фільму «Нешвілл» (1975).

## Особисте життя
Кіт Керрадайн мав романтичні стосунки з акторкою Шеллі Плімптон, у них народилася дочка Марта Плімптон (1970) яка теж стала акторкою. 6 лютого 1982 року одружився з Сандрою Вілл, у них народилися син Кейд (19 липня 1982) і дочка Сорель (18 червня 1985). Кіт і Сандра розійшлися у 1993 році, а 11 травня 2000 офіційно розлучилися. У 1997 році, під час зйомок фільму «The Hunter's Moon», познайомився з Гейлі Дюмон, вони одружилися 18 листопада 2006 року.

## Фільмографія
| Рік       |    | Українська назва                   | Оригінальна назва                          | Роль                  |
| --------- | -- | ---------------------------------- | ------------------------------------------ | --------------------- |
| 1971      | ф  | Маккейб і місіс Міллер             | McCabe & Mrs. Miller                       | ковбой                |
| 1971      | ф  |                                    | A Gunfight                                 | молодий стрілець      |
| 1973      | ф  |                                    | Emperor of the North Pole                  | Сігарет               |
| 1973      | ф  |                                    | Idaho Transfer                             | Артур                 |
| 1973      | ф  |                                    | Hex                                        | Віззер                |
| 1977      | ф  | Дуелянти                           | The Duellists                              | Арман Дюбер           |
| 1979      | ф  | Майже ідеальний роман              | An Almost Perfect Affair                   | Хел Реймонд           |
| 1980      | ф  | Ті, що скачуть здалеку             | The Long Riders                            | Джим Янгер            |
| 1980      | тф | Шепіт янголів                      | A Rumor of War                             | лейтенант Мерф Маккой |
| 1981      | ф  | Південна гостинність               | Southern Comfort                           | Спенсер               |
| 1984      | ф  | Коханці Марії                      | Maria's Lovers                             | Кларенс               |
| 1988      | ф  | Зустрічний вогонь                  | Backfire                                   | Рід                   |
| 1989      | тф | Забуті                             | The Forgotten                              | капітан Том Воткінс   |
| 1989      | ф  | Холодні ноги                       | Cold Feet                                  | Монте Лейтем          |
| 2003      | с  | Зоряний шлях: Ентерпрайз           | Enterprise                                 | А.Дж. Робінсон        |
| 2007      | с  | Криміналісти: мислити як злочинець | Criminal Minds                             | Франк Брейткопф       |
| 2007      | ф  | Смерть та життя Боббі Зі           | The Death and Life of Bobby Z              | Джонсон               |
| 2007—2009 | с  | Декстер                            | Dexter                                     | спецагент Френк Ленді |
| 2008      | с  | 4исла                              | Numb3rs                                    | Карл МакГоуен         |
| 2009      | с  | Закон і порядок                    | Law & Order                                | Мартін Гарвік         |
| 2009      | с  | Клуб ляльок                        | Dollhouse                                  | Метью Гардінг         |
| 2010      | с  | Сутичка                            | Damages                                    | Джуліан Декер         |
| 2010      | с  | Теорія великого вибуху             | The Big Bang Theory                        | Вайатт                |
| 2011      | ф  | Ковбої проти прибульців            | Cowboys&Aliens                             | шериф Джон Таггарт    |
| 2013      | ф  | Несвяті                            | Ain't Them Bodies Saints                   | Скеррітт              |
| 2014      | с  | Морська поліція: Спецпідрозділ     | NCIS: Naval Criminal Investigative Service | Мангейм Голд          |
| 2014      | с  | Фарґо                              | Fargo                                      | Лу Солверсон          |
| 2014      | с  | Державний секретар                 | Madam Secretary                            | Конрад Далтон         |
| 2017      | ф  |                                    | A Quiet Passion                            | Едвард Дікінсон       |
| 2017      | ф  |                                    | Ray Meets Helen                            | Рей                   |
| 2018      | ф  |                                    | The Old Man & the Gun                      | Колдер                |
| 2021      | ф  | Сила собаки                        | The Power of the Dog                       | губернатор Едвард     |